# 23478 Chikumagawa
23478 Chikumagawa è un asteroide della fascia principale. Scoperto nel 1991, presenta un'orbita caratterizzata da un semiasse maggiore pari a 2,8063032 au e da un'eccentricità di 0,2447235, inclinata di 6,02380° rispetto all'eclittica.